# Frăția hoților 2: Pantera
Frăția hoților 2: Pantera (titlu original: Den of Thieves 2: Pantera) este un film american de jafuri din 2025. Este o continuare a filmului Frăția hoților din 2018. Gerard Butler și O'Shea Jackson Jr. își reiau rolurile din primul film, în timp ce Christian Gudegast⁠(d) a revenit ca scenarist și regizor. Inspirată de jaful de diamante din Antwerp din 2003, intriga urmărește un șerif din LASD⁠(d) care urmărește un presupus hoț prin Europa, în încercarea de a se alătura acestuia la un jaf.
Lionsgate a lansat filmul în cinematografele din Statele Unite ale Americii la 10 ianuarie 2025. A primit recenzii mixte din partea criticilor și a încasat 57 de milioane de dolari americani în întreaga lume.

## Rezumat
În Anvers, Belgia, Donnie Wilson se alătură echipei Pantera, condusă de Jovanna, pentru a fura un diamant roșu și dosare dintr-un hangar al aeroportului. Apoi evadează deghizați ca trupe SWAT. 
În Long Beach, California, ajutorul de șerif Nick O'Brien este recent divorțat și aparent concediat de către Departamentul Șerifului din Los Angeles. Se întâlnește cu Holly, prietena lui Merrimen, și o întreabă despre planurile lui Merrimen și Donnie după jaful de la Rezerva Federală. Ea dezvăluie că banii din jaf au fost depozitați într-o bancă din Panama și amenință că va publica imagini cu aventura lui Nick cu ea, dacă nu reușește să-i dea ei partea lui Merrimen din jaf.
Panterele plănuiesc următorul jaf: un seif cu diamante din Centrul Mondial al Diamantelor din Nisa, Franța. Donnie, deghizat ca un director executiv, se infiltrează în bancă, în timp ce Nick confirmă implicarea lui Donnie prin intermediul grupului local condus de detectivul Hugo. Nick se întâlnește cu Donnie și se alătură echipei. Jovanna îl prezintă pe Nick Chavei, soția managerului seifului și legătura lor interioară. Între timp, mafia din Calabria, furioasă din cauza furtului diamantului roșu, plănuiește represalii împotriva vinovaților.
Panterele petrec într-un club, unde Nick flirtează cu Jovanna, ceea ce îi face pe Marko, fostul ei iubit, și pe Vuk să se certe cu Nick. După ce sunt dați afară din club, Nick și Donnie sunt răpiți de mafie, care cere returnarea diamantului liderului lor, infamul Octopus (Caracatița). Donnie îl sună pe Nick, care se alătură echipei. Jovanna anunță că Marko și Vuk au fost dați afară din echipă în urma luptei lor și îl declară pe Nick membru al echipei Panterelor.
Deghizat ca un contractor de securitate, Nick studiază seiful în timp ce o însoțește pe Chava ca să depoziteze niște diamante ale lui Donnie în cutia ei de depozit. După ce părăsește seiful, Nick se întâlnește cu Hugo și copiii săi într-o biserică.  
Echipa execută o invazie meticuloasă a clădirii, evitând camerele de supraveghere video și spărgând seifuri, cu Jovanna și Dragan ca supraveghetori, în timp ce Nick, Donnie și Slavko pătrund în clădire. Ei fură diamantul și bani, dar apar complicații în timpul evadării după ce un stâlp metalic (menit să ajute toată lumea să treacă în următoarea clădire) se rupe înainte ca Nick să poată trece. Nick improvizează contratimp, în timp ce Donnie și Slavko evadează pe străzi, regrupându-se în cele din urmă exact când angajații băncii realizează că au fost jefuiți. După ce se întâlnesc într-o parcare, cei trei bărbați mută prada în duba Jovannei, înainte ca Nick, Donnie și Slavko să continue spre granița Franței cu Italia pentru a scăpa. 
Echipa cade într-o ambuscadă întinsă de Marko și Vuk, care au condus o bandă rivală, Tigrii, pentru a-i ucide și le a fura prada. Nick și Slavko sunt împușcați. Nick, rănit, îi elimină pe oamenii lui Marko și Vuk. Roțile Porsche-ului lui Donnie se blochează sub focul puternic și, când Marko și Vuk sunt pe cale să-i execute, oamenii lui Octopus apar și salvează cele trei Pantere ucigându-i pe Marko și Vuk. Donnie dă înapoi mafiei diamantul, care le cruță viața, oferindu-le în același timp un alt autovehicul pentru a-și continua călătoria.
Panterele sărbătoresc în Italia, dar autoritățile franceze⁠(d) apar și arestează echipa și pe liderul lor, Slobodan. Se arată că Nick a dat poliției informații despre Pantere în timpul întâlnirii sale anterioare cu Hugo, dar se simte vinovat că i-a turnat pe noii săi prieteni. Mai târziu, Donnie, în închisoare, este vizitat de Nick, care își recunoaște natura duală, dar afirmă că prietenia dintre ei a fost reală. 
În timpul transportului lui Donnie către o altă închisoare, mafia atacă convoiul cu elicoptere și îl răpesc. Donnie savurează o bere cu membrii Octopus, în timp ce se dezvăluie că vor să-l recruteze pe Donnie, impresionați de abilitățile acestuia. Donnie întreabă care este următoarea sarcină.
Între timp, Nick primește un SMS de la Donnie: „Și tigrul își schimbă dungile. Toate pisicile au fost scoase din sac. Pe curând, domnișoară”, ceea ce sugerează că și restul Panterelor au fost scoase din închisoare. Nick zâmbește în timp ce conduce de-a lungul coastei.

## Distribuție
- Gerard Butler – Nicholas „Big Nick” O'Brien
- O'Shea Jackson Jr. – Donnie Wilson „Jean-Jacques”
- Evin Ahmad – Jovanna „Cleopatra”
- Meadow Williams – Holly
- Salvatore Esposito – Slavko
- Orli Shuka – Dragan
- Cristian Solimeno – Florentin
- Nazmiye Oral – Chava
- Dino Kelly – Marko
- Fortunato Cerlino – Zamba
- Yasen Zates Atour – Hugo
- Michael Bisping – Connor
- Giuseppe Schillaci – Moussa
- Rico Verhoeven – Vigo
- Velibor Topić – Vuk
- Antonio Bustorff – Tamy
- Adriano Chiaramida –  Octopus (Caracatița)
- Swen Temmel – Milan Lovren
- Ciryl Gane – Pape

## Producție
După lansarea filmului Frăția hoților în 2018, s-a lucrat la dezvoltarea unei continuări, cu planuri ca Christian Gudegast⁠(d) să revină ca regizor și scenarist și ca Gerard Butler și O'Shea Jackson Jr. să-și reia rolurile.
Filmările la Frăția hoților 2: Pantera au fost inițial programate să înceapă în 2022.
Filmările principale au avut loc din aprilie până în iulie 2023 în Regatul Unit și Insulele Canare.
Producția a transformat mai multe aspecte ale străzilor principale din Santa Cruz de Tenerife pentru filmări, cum ar fi construirea unei secții de poliție și a unui magazin de bijuterii și amenajarea unui bar local care să aibă un aspect francez.
Kevin Matley a compus coloana sonoră a filmului, înlocuindu-l pe Cliff Martinez din filmul anterior. 
Lionsgate Records a lansat coloana sonoră, odată cu lansarea filmului.

## Lansare
Inițial, distribuit de STX Entertainment⁠(d), ca și primul film, Briarcliff Entertainment⁠(d) a achiziționat Frăția hoților 2: Pantera pentru distribuție în Statele Unite în mai 2023, cu Sierra/Affinity⁠(d) gestionând vânzările internaționale. O lansare pe scară largă în cinematografe a fost planificată în Statele Unite la sfârșitul anului 2024. Cu toate acestea, în mai 2024, s-a anunțat că Lionsgate deține drepturile de distribuție ca parte a achiziției finanțatorilor Entertainment One (ulterior redenumită Lionsgate Canada) de la Hasbro în decembrie 2023, filmul urmând să fie lansat în Statele Unite la 10 ianuarie 2025.

### Home media
Filmul Frăția hoților 2: Pantera a fost disponibil în streaming pe Netflix.

## Recepție

### Box office
Frăția hoților 2: Pantera a încasat 36 de milioane de dolari americani în Statele Unite și Canada și 21,3 milioane de dolari americani în alte teritorii, ajungând la un total mondial de 57,3 milioane de dolari americani.  
În Statele Unite și Canada, a fost lansat odată cu Better Man: Robbie Williams⁠(d) și s-a estimat că va avea încasări de 11-13 milioane de dolari americani în 3.008 de cinematografe în weekendul premierei. Filmul a încasat 6 milioane de dolari americani în ziua premierei, inclusiv aproximativ 1,35 milioane de dolari americani din avanpremierele de joi seara. A avut o performanță ușor superioară și a debutat cu 15 milioane de dolari americani, depășind box office-ul și aproape egalând premiera primului film cu 15,2 milioane de dolari americani, lucru pe care Deadline Hollywood l-a atribuit alegerii datei de lansare.
Filmul a încasat 6,6 milioane dolari americani (o scădere de 56,1%) în al doilea weekend și 3 milioane de dolari americani al treia weekend. A rulat în cinematografe 53 de zile.

### Răspuns critic
Pe site-ul web de agregare a recenziilor Rotten Tomatoes, 62% din cele 89 recenzii ale criticilor sunt pozitive, cu un rating mediu de 5.9/10. Consensul site-ului spune că: "Pantera schimbă seriozitatea originală din Frăția hoților cu o ușurință mai superficială, care nu îi estompează complet familiaritatea, dar ar trebui să-i satisfacă pe cei care tânjesc după un film absolut de tip „Dad Cinema”."
Metacritic, care folosește o medie ponderată, a atribuit filmului un scor mediu de 60 din 100, pe baza a 23 critici, indicând recenzii „mixte sau medii”. Publicul chestionat de cei de la CinemaScore a acordat filmului o notă medie de „B+” pe o scară de la A+ la F, aceeași ca și a primului film, în timp ce cei chestionați de PostTrak i-au acordat un scor general pozitiv de 72%.
Într-o recenzie pozitivă pentru revista Variety, Owen Gleiberman a preferat Frăția hoților 2: Pantera predecesorului său, numind continuarea „mai fluidă și mai unitară”.  De asemenea, a lăudat carisma lui Butler în rolul principal și a opinat că filmele „s-ar putea dovedi a fi cea mai solidă franciză a lui Butler”. 
Brian Tallerico de la RogerEbert.com a acordat filmului 3 din 4 stele. Lui Tallerico i-au plăcut secvențele de acțiune, descriindu-le ca fiind „realist metalice în loc de acea natură de animație CGI pe care o vedem atât de des în filme de acest fel”. 
Robert Daniels de la The New York Times a lăudat și el scenele, descriind în același timp intriga ca fiind „încurcată”.
Într-o recenzie negativă pentru revista Rolling Stone, David Fear a criticat filmul pentru că conține „elemente stângace de comedie cu prieteni și multă atmosferă specifică filmelor de acțiune”.

## Planuri de viitor
În ianuarie 2025, Butler a confirmat planurile de a realiza mai repede un al treilea film, spunând „Nu voi mai aștepta” și și-a asumat parțial vina pentru intervalul de șapte ani dintre primele filme.
Gudegast a spus că un posibil al treilea film depinde de succesul celei de-a doua părți;  și că studioul a primit deja o prezentare⁠(d) pentru potențialul proiect.
Gudegast a declarat apoi, tot în ianuarie 2025, că scenariul pentru a treia parte a fost finalizat, anunțând, de asemenea, că există planuri pentru cel puțin două continuări suplimentare. Acțiunea fiecărui film ar urma să aibă loc în diferite părți ale lumii, începând cu Africa în al treilea film, iar în celelalte filme planificate în Brazilia și Asia de Sud-Est, fiecare continuare fiind bazată pe jafuri din viața reală. Studioul intenționează să înceapă producția celei de-a treia părți înainte de anul 2026.
Cel de-al treilea film a primit oficial undă verde de la Lionsgate în ianuarie 2025. Gerard Butler își va relua rolul principal, pe lângă faptul că va fi din nou și ca producător, în timp ce O'Shea Jackson, Jr. este, de asemenea, în negocieri pentru a juca împreună în film. Christian Gudegast va scrie scenariul/regia filmului, proiectul fiind o coproducție între Lionsgate Films, G-BASE Productions și Tucker Tooley Entertainment.